# Miriam Kastlunger
Miriam-Stefanie Kastlunger (* 2. März 1994 in Innsbruck, Tirol) ist eine ehemalige österreichische Rennrodlerin.

## Leben

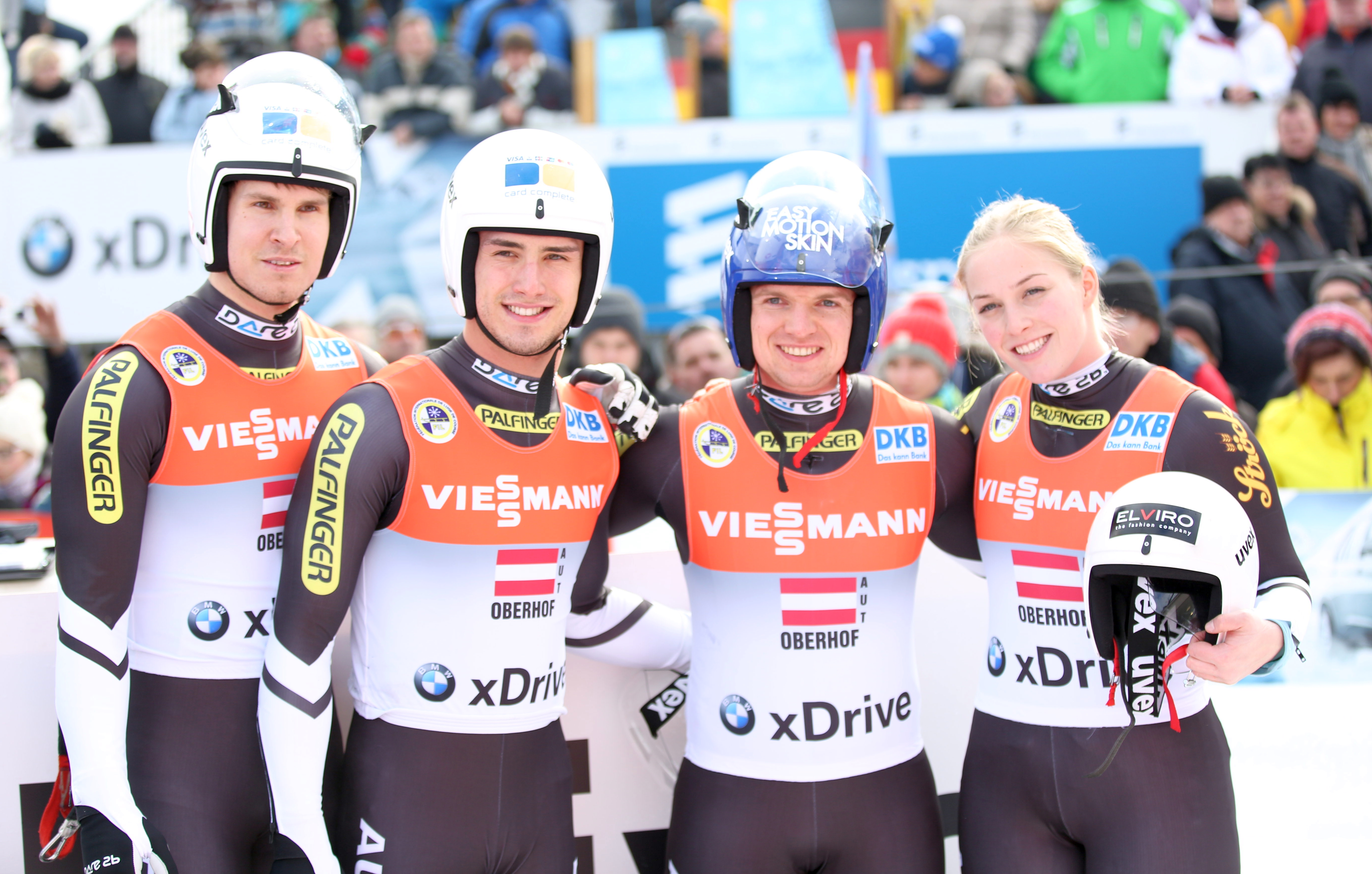
Kastlunger mit Wolfgang Kindl sowie Thomas Steu und Lorenz Koller beim Weltcup in Oberhof (2017)

Kastlunger begann bereits zu Schulzeiten mit dem Rennrodeln. 2007 und 2008 wurde sie österreichische Meisterin und Tiroler Landesmeisterin in der Jugendklasse des Frauen-Einsitzers. Ihr Debüt im Rennrodel-Weltcup gab Kastlunger in der Saison 2009/10 auf der Heimbahn in Innsbruck-Igls. 2012 und 2013 erreichte sie den österreichischen Frauen-Einsitzer-Meistertitel in der Juniorenklasse, 2013 wurde sie zudem in dieser Kategorie Tiroler Landesmeisterin. Bei den Olympischen Jugend-Winterspielen 2012 in Innsbruck siegte Kastlunger in der Einsitzer-Disziplin und errang zusammen mit Armin Frauscher sowie Thomas Steu und Lorenz Koller die Bronzemedaille in der Teamstaffel.
Ab der Saison 2013/14 gehörte sie neben Nina Reithmayer, Birgit Platzer und Mona Wabnigg dem festen Kader des Weltcupteams an. Die vier Starterinnen kämpfen auch um die drei verfügbaren Plätze für die Olympischen Winterspiele 2014 in Sotschi. Kastlunger erhielt neben Reithmayer und Platzer die Nominierung, bei den Olympischen Spielen erreichte sie Platz 17 im Einsitzerwettbewerb der Frauen. Mit Rang 13 erreichte sie in der Saison 2015/16 die beste Platzierung in der Weltcupgesamtwertung. 2014, 2015 und 2016 wurde sie österreichische Meisterin in der Leistungsklasse; 2016 siegte sie zusammen mit Wolfgang Kindl sowie Peter Penz und Georg Fischler zudem im Teamstaffelwettbewerb. 2015, 2016, 2017 und 2018 siegt sie zudem bei den Tiroler Landesmeisterschaften in der Leistungsklasse des Frauen-Einsitzers. Bei den Rennrodel-Europameisterschaften 2017 am Königssee erreichte sie den fünften Platz sowie den zweiten Platz in der Teamstaffel.
In der Saison 2017/18 siegte sie im Nationencup von Calgary. Für die Olympischen Winterspiele 2018 in Pyeongchang wurde Kastlunger nicht nominiert; ihre Teamkolleginnen Birgit Platzer, Madeleine Egle und Hannah Prock erhielten den Vorzug.

## Persönliches
Sie war Sportsoldatin und wohnt in Innsbruck.

## Erfolge

### Olympische Jugend-Winterspiele
- 2012:  im Einsitzer und  in der Teamstaffel

### Österreichische Meisterschaften
- 2014:  im Einsitzer
- 2015:  im Einsitzer
- 2016:  im Einsitzer und  in der Teamstaffel

### Tiroler Meisterschaften
- 2015:  im Einsitzer
- 2016:  im Einsitzer
- 2017:  im Einsitzer
- 2018:  im Einsitzer